# Wodozbiór (budowla)

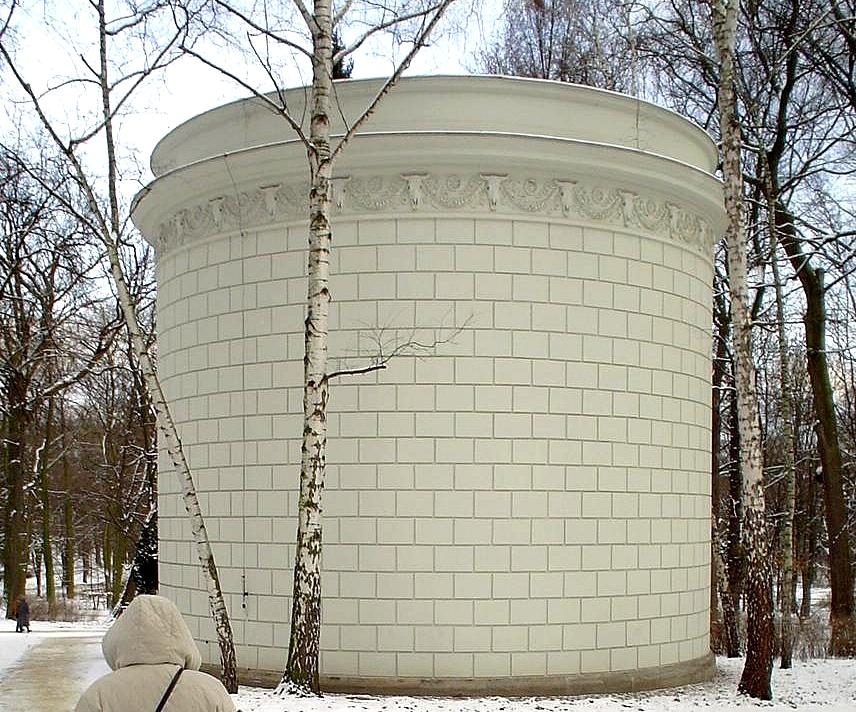
Wodozbiór w Łazienkach Królewskich w Warszawie

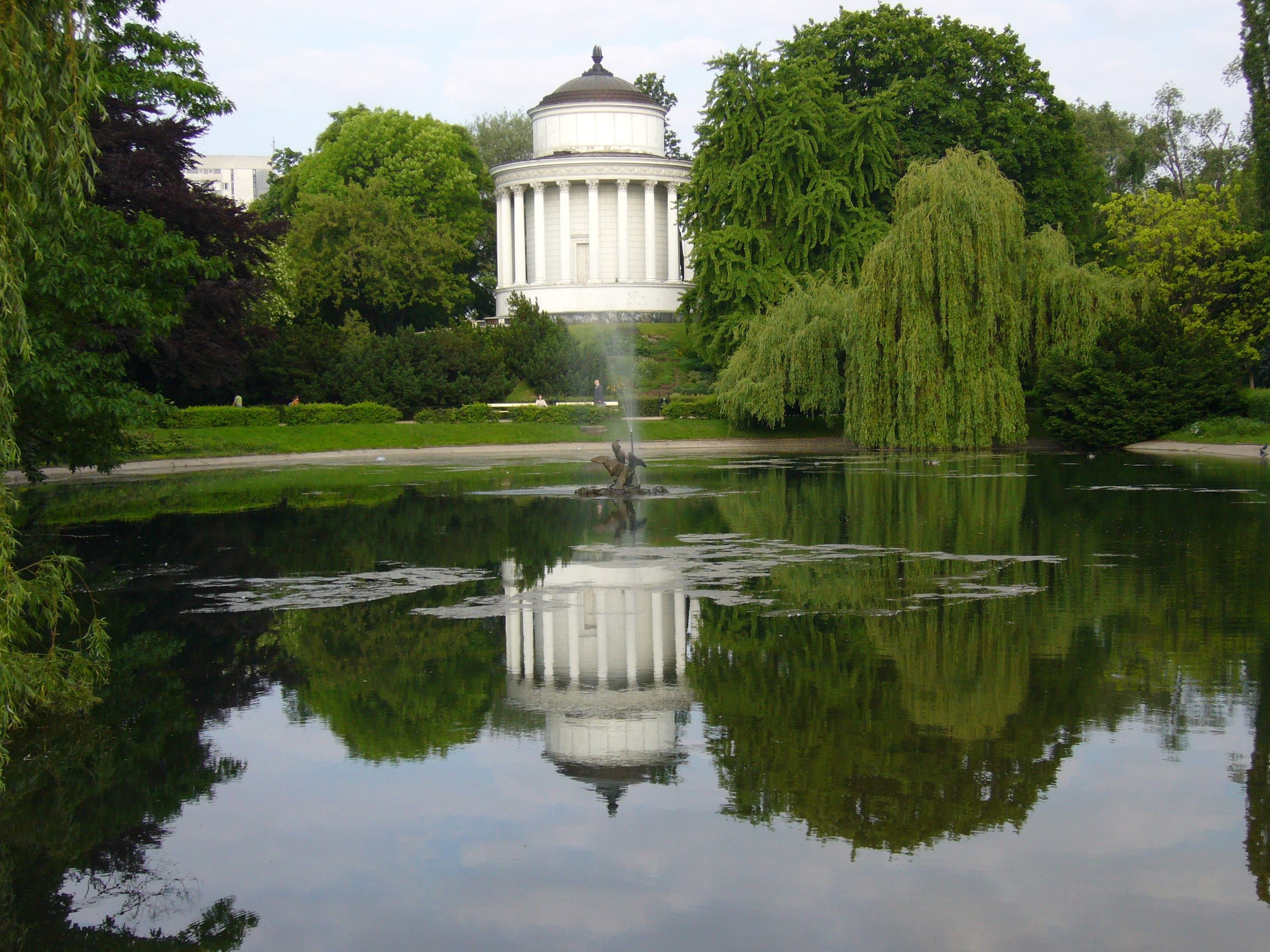
Wodozbiór w Ogrodzie Saskim w Warszawie

Wodozbiór – wieża z umieszczonym na jej szczycie zbiornikiem wody. Rodzaj wieży ciśnień zlokalizowanych najczęściej na terenie zabudowań pałacowych.
Budowla służyła do zaopatrywania w wodę, pod odpowiednim ciśnieniem, fontann, kaskad, zdrojów i innych urządzeń wodnych w parkach lub ogrodach. W nowożytnej architekturze ogrodowej nadawano tym budowlom formy antyczne (np. wodozbiór w Ogrodzie Saskim w Warszawie).